# Sant Macari de Guissona
Sant Macari de Guissona és una església romànica de Guissona, a la comarca de la Segarra. És un monument protegit com a bé cultural d'interès local.

## Descripció

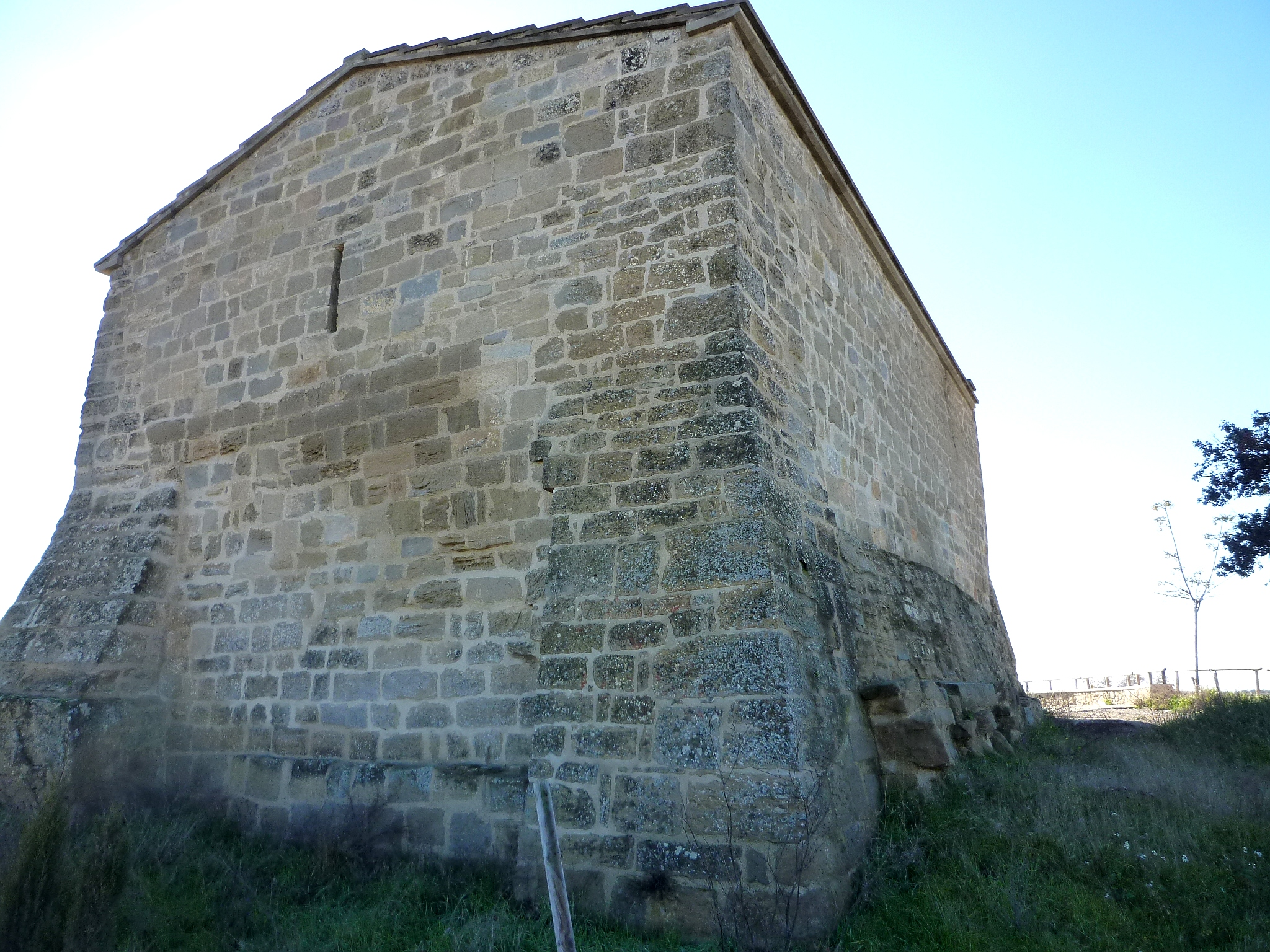
Contraforts

Ermita romànica d'una sola nau i planta rectangular. Està construïda a base de grans filades de carreus irregulars de pedra. La façana principal presenta una porta de llinda lleugerament descentrada amb una rosassa en la part central del mur que il·lumina l'interior de la nau. La coberta és a dues aigües. L'interior de l'ermita presenta una nau amb un absis retallat on s'obre una petita espitllera i una coberta amb arc apuntat. Es poden endevinar les restes d'un contrafort en la façana est. Recentment ha estat restaurada.

## Història
L'indret de Tapioles està documentat des del segle xi com una quadra depenent de Guissona. La primera església esmentada en aquest indret és dedicada a sant Pere, això queda documentat l'any 1094, en l'afrontació d'una vinya. L'any 1098 en la consagració de l'església de Guissona apareix la vinculació de l'església de Sant Pere amb aquesta. El 1304 es troba documentada l'església de Sant Pere el Vell i es posa de manifest l'existència d'una nova església que podria ser la de Sant Macari. No hi ha dades de l'església de Sant Macari pròpiament dita, els seus orígens però, se situaríen al segle xiv i es creu que tingué culte fins a finals del segle xviii.